# Society of Wildlife Artists
A Society of Wildlife Artists (em português: Sociedade dos Artistas de Vida Seca) é uma organização britânica para artistas que pintam ou desenham vida selvagem. Foi fundada em 1964. Seu presidente fundador foi Sir Peter Scott, a atual presidente da sociedade é a artista britânica Harriet Mead.
A sociedade foi fundada por Eric Ennion e Robert Gillmor. Outros membros fundadores foram Donald Watson, ex-presidente do Clube de Ornitólogos Escoceses, o artista James TA Osborne, membro da Royal Society of Painter-Etchers, e a artista Eileen Soper.
A sociedade realiza uma exposição anual na Federação de Artistas Britânicos nas Galerias Mall, todo mês de setembro/outubro.
A sociedade é a entidade filantrópica número 328712 da Inglaterra e País de Gales.